# Diocesi di Purnea
La diocesi di Purnea (in latino Dioecesis Purneaënsis) è una sede della Chiesa cattolica in India suffraganea dell'arcidiocesi di Patna. Nel 2021 contava 30.475 battezzati su 10.198.890 abitanti. È retta dal vescovo Francis Tirkey.

## Territorio
La diocesi comprende i distretti di Purnia, Katihar, Kishanganj e Araria nello stato indiano del Bihar.
Sede vescovile è la città di Purnia (Purnea secondo la vecchia grafia), dove si trova la cattedrale di San Pietro.
Il territorio è suddiviso in 17 parrocchie.

## Storia
La diocesi è stata eretta il 27 giugno 1998 con la bolla Optatis concedere di papa Giovanni Paolo II, ricavandone il territorio dalla diocesi di Dumka.
Originariamente suffraganea dell'arcidiocesi di Ranchi, il 16 marzo 1999 è entrata a far parte della provincia ecclesiastica di Patna.

## Cronotassi dei vescovi
Si omettono i periodi di sede vacante non superiori ai 2 anni o non storicamente accertati.
- Vincent Barwa (27 giugno 1998 - 29 settembre 2004 nominato vescovo ausiliare di Ranchi[2])
  - Sede vacante (2004-2007)
- Angelus Kujur, S.I. (20 gennaio 2007 - 8 dicembre 2021 ritirato)
  - Sede vacante (2021-2024)
- Francis Tirkey, dal 17 febbraio 2024

## Statistiche
La diocesi nel 2021 su una popolazione di 10.198.890 persone contava 30.475 battezzati, corrispondenti allo 0,3% del totale.
| anno | popolazione | popolazione | popolazione | presbiteri | presbiteri | presbiteri | presbiteri                | diaconi | religiosi | religiosi | parrocchie |
| anno | battezzati  | totale      | %           | numero     | secolari   | regolari   | battezzati per presbitero | diaconi | uomini    | donne     | parrocchie |
| ---- | ----------- | ----------- | ----------- | ---------- | ---------- | ---------- | ------------------------- | ------- | --------- | --------- | ---------- |
| 1999 | 16.115      | 629.569     | 2,6         | 46         | 42         | 4          | 350                       |         | 8         | 51        | 9          |
| 2000 | 17.524      | 629.569     | 2,8         | 38         | 33         | 5          | 461                       |         | 9         | 50        | 9          |
| 2001 | 21.273      | 665.541     | 3,2         | 41         | 36         | 5          | 518                       |         | 9         | 51        | 12         |
| 2002 | 22.253      | 8.326.843   | 0,3         | 41         | 36         | 5          | 542                       |         | 9         | 51        | 12         |
| 2003 | 23.823      | 8.626.501   | 0,3         | 38         | 33         | 5          | 626                       |         | 9         | 51        | 14         |
| 2004 | 24.391      | 8.349.215   | 0,3         | 37         | 32         | 5          | 659                       |         | 9         | 53        | 14         |
| 2010 | 25.480      | 8.902.000   | 0,3         | 46         | 36         | 10         | 553                       |         | 15        | 77        | 16         |
| 2013 | 25.774      | 9.269.000   | 0,3         | 48         | 39         | 9          | 536                       |         | 15        | 87        | 16         |
| 2016 | 25.945      | 9.634.000   | 0,3         | 56         | 43         | 13         | 463                       |         | 17        | 81        | 16         |
| 2019 | 26.580      | 9.982.760   | 0,3         | 60         | 45         | 15         | 443                       |         | 20        | 91        | 17         |
| 2021 | 30.475      | 10.198.890  | 0,3         | 57         | 42         | 15         | 534                       |         | 20        | 93        | 17         |